# Ngonga
Ngonga est un village du canton Ndogbianga de la commune d'Édéa IIe dans la Région du Littoral au Cameroun.Il est limité par les villages de Dissat ,Poko et Dikous( par Ikonop)

## Géographie
Le village est situé sur la route départementale D56 (axe Edéa-Ngambe par Kopongo) à 66 km au nord-est du chef-lieu communal Ekité.

## Population et développement
En 1967, la population de Ngonga était de 321 habitants. La population de Ngonga était de 351 habitants dont 189 hommes et 162 femmes, lors du recensement de 2005. Elle est essentiellement composée de Bassa.

## Éducation
La localité est pourvue d'un établissement d'enseignement secondaire :
- le collège d'enseignement secondaire de Ngonga